# Orthosia flaviannula
Orthosia flaviannula là một loài bướm đêm trong họ Noctuidae.